# Herschel-Weltraumteleskop
Herschel Space Observatory, kurz Herschel, ist der Name eines von der ESA entwickelten 3,4 t schweren Infrarotweltraumteleskops, das zusammen mit dem Planck-Weltraumteleskop mit einer Ariane-Rakete des Typs Ariane 5 ECA am 14. Mai 2009 gestartet wurde. Das Teleskop war während seines Betriebs in einer Umlaufbahn um den Lagrangepunkt L2 des Erde-Sonne-Systems positioniert und wurde nach dem Entdecker der Infrarotstrahlung Wilhelm Herschel benannt. Ende April 2013 wurde das Ende der Mission erklärt, da das zur Kühlung benötigte Helium aufgebraucht war. Nach einer Reihe von Tests wurde der Satellit auf einen heliozentrischen Orbit gebracht und schließlich am 17. Juni 2013 endgültig abgeschaltet.

## Planung und Bau

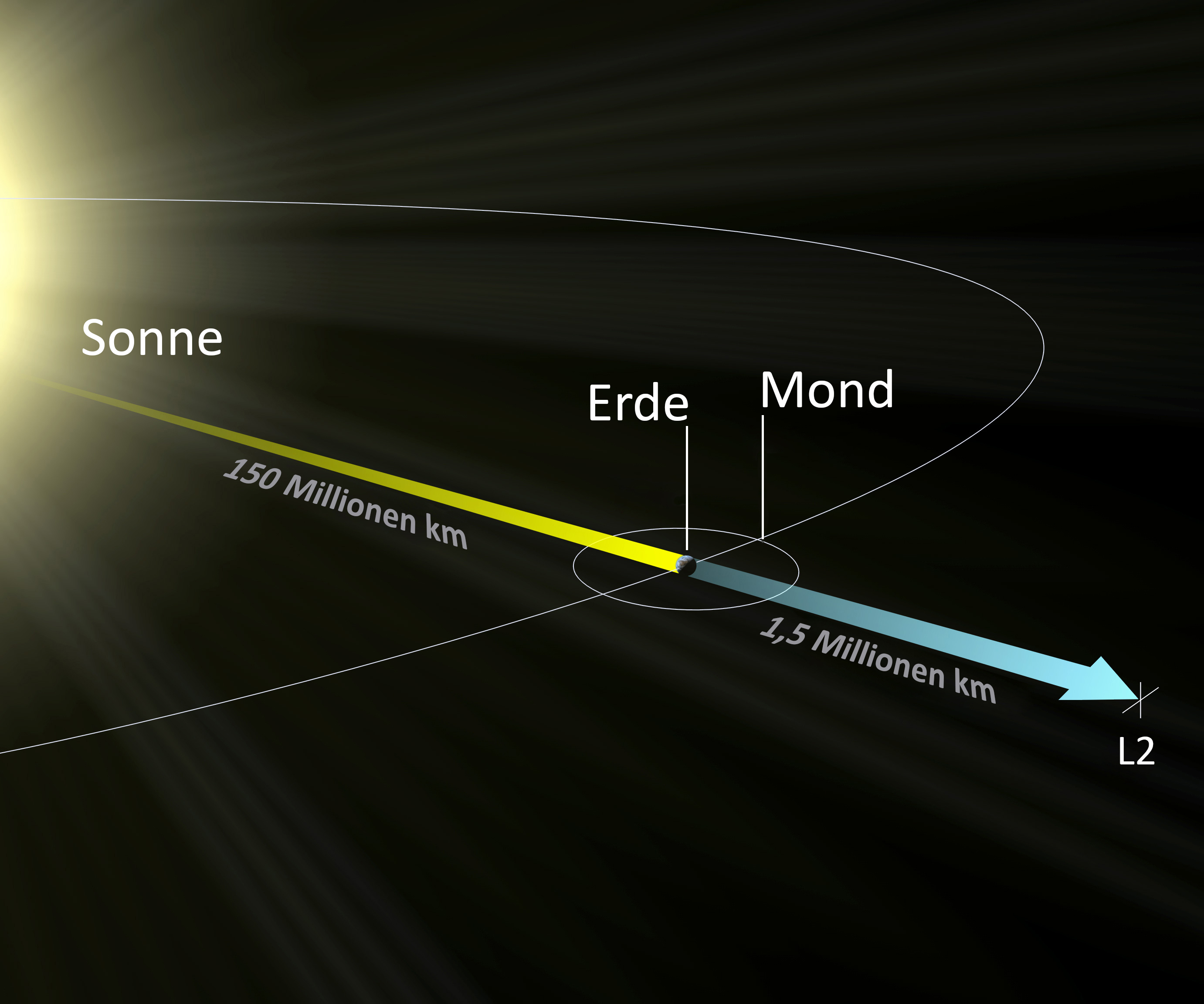
Herschel operierte von einem Kurs um L2 aus

Das Projekt startete 1984 unter dem Namen Far Infrared and Submillimetre Telescope (FIRST). Das Budget betrug ca. 1,1 Milliarden Euro. Der Hauptspiegel hat einen Durchmesser von 3,5 Metern, der aus zwölf Segmenten Siliciumcarbid bei EADS-Astrium in Toulouse gesintert wurde. Herschel hatte den größten aus einem Stück bestehenden Spiegel, der bisher für ein Weltraumteleskop gefertigt wurde. Herschel war somit das Weltraumteleskop mit dem größten Spiegel und ist in dieser Eigenschaft erst vom James Webb Space Telescope abgelöst worden, das jedoch aus einem aufklappbaren Spiegel aus 18 Segmenten besteht. Ein Weltraumteleskop mit einem größeren einteiligen Spiegel ist bisher nicht geplant.
Zu den Hauptzielen von Herschel gehörten Untersuchungen zur
- Entstehung und Entwicklung von Galaxien, insbesondere entfernter junger Galaxien, die aufgrund ihres Staubgehalts hauptsächlich im fernen Infrarot ausstrahlen;
- Entstehung und Entwicklung von Sternen, zum Beispiel durch großflächige Suche nach den frühesten Entwicklungsphasen der Sterne;
- Physik und Chemie der interstellaren Materie;
- Objekten in unserem Sonnensystem (Kometen und Planetenatmosphären).

## Start
Herschel startete auf einer Ariane 5 ECA in einer Doppelmission gemeinsam mit  dem Planck-Weltraumteleskop, das auch an L2 positioniert wurde. Nach mehreren Verschiebungen erfolgte der Start am 14. Mai 2009 um 13:12 Uhr UTC. Nach dem Brennschluss der Oberstufe wurde um 13:38 UTC das Herschel-Teleskop wenige Minuten vor dem Planck-Weltraumteleskop auf einer hochelliptischen Umlaufbahn mit einer Apogäumhöhe von 1.197.080 km und einer Bahnneigung zum Äquator von 6° ausgesetzt. Von diesem Orbit wurde es innerhalb von sechzig Tagen in die vorgesehene antriebslose Bahn um den Lagrangepunkt L2 des Erde-Sonne-Systems gebracht. Das Weltraumteleskop befand sich auf einer 0,8-Millionen-Kilometer-Halo-Bahn um diesen Punkt, die allerdings wegen ihrer Instabilität gelegentliche kleine Korrekturen erforderte. Dieser befindet sich, von der Sonne aus gesehen, ca. 1,5 Millionen Kilometer hinter der Erde.

## Technik

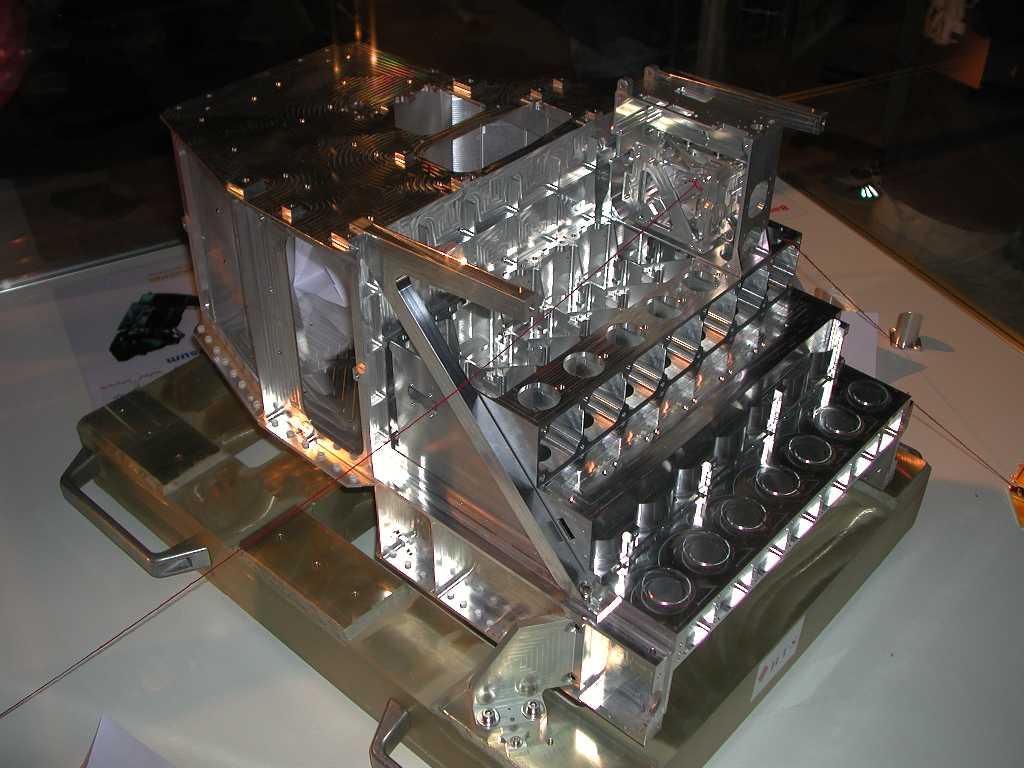
Das Chassis für die Aufnahme der Heterodyn-Spektrometer eines der Instrumente von Herschel, aus einem massiven Aluminiumblock gefräst

An Bord befinden sich drei Instrumente (Kameras und Spektrometer), die im fernen Infrarot- und Submillimeterbereich (Terahertzstrahlung) des elektromagnetischen Spektrums bei Wellenlängen zwischen 57 und 670 µm arbeiten. Dieser Bereich kann vom Erdboden aus wegen des eingeschränkten atmosphärischen Fensters nicht beobachtet werden.
Die Experimente sind:
- HIFI (Heterodyne Instrument for Far Infrared): hochauflösendes Spektrometer (157–625 µm) vom Netherlands Institute for Space Research
- PACS (Photodetector Array Camera and Spectrometer): abbildendes Photometer/Spektrometer (57–210 µm) vom Max-Planck-Institut für extraterrestrische Physik in Garching bei München
- SPIRE (Spectral and Photometric Image Receiver): abbildendes Photometer/Spektrometer (200–670 µm) der University of Wales aus Cardiff

Wegen seiner Größe kann Herschel nicht wie frühere Infrarotweltraumteleskope (zum Beispiel Infrared Astronomical Satellite (IRAS), Infrared Space Observatory (ISO), Spitzer-Weltraumteleskop) vollständig mit flüssigem Helium gekühlt werden. Stattdessen wird sein eigentliches Teleskop mit einem Schild von der Sonnenstrahlung abgeschirmt, so dass es durch Wärmeabstrahlung in den Weltraum passiv auf unter 90 Kelvin (−183 °C) abkühlen kann. Nur die drei Instrumente wurden mit flüssigem Helium gekühlt, das für einen Betrieb von vier Jahren ausreichte.

## Ergebnisse
Am 19. Juni 2009 veröffentlichte die ESA erste Fotos des seit 14. Juni 2009 in Betrieb befindlichen Weltraumteleskops. Sie zeigen die rund 37 Millionen Lichtjahre entfernte Spiralgalaxie Messier 51. In der Folge erweiterte Herschel die Kenntnisse über die Entstehung der Sterne und wies auch Stürme aus molekularem Gas in entfernten Galaxien nach.
Im Januar 2013 erlaubte Herschel eine genauere Bestimmung des Durchmessers des Asteroiden Apophis.
Im April 2025 wurde bekannt gegeben, dass es einem Team aus Großbritannien gelungen ist, aus Archivdaten des Teleskops das sog. „Herschel-SPIRE Dark Field“ zu erzeugen. Dieses besteht aus 141 übereinandergelegten Einzelaufnahmen. Durch dieses Verfahren konnten so viele bisher unsichtbare lichtschwache Galaxien im frühen Universum gefunden werden, dass im Nachgang Änderungen an den gängigen kosmologischen Modellen notwendig sein könnten.

## Missionsende
Herschels flüssiges Helium, das mit seiner Verdunstungskälte die Detektoren kühlt, war Anfang März 2013 fast komplett verdunstet. Am 29. April wurde die Beobachtungsmission von der NASA und der ESA für beendet erklärt, da das flüssige Helium vollständig aufgebraucht worden war. Durch die fehlende Kühlung konnten die Instrumente aufgrund der Temperatur ihre Beobachtungen nicht mehr fortsetzen.
Herschel wurde aus seiner Bahn um L2 abgezogen und in eine Friedhofsbahn um die Sonne geschickt. Bis Mitte Juni wurden noch einige Tests und Messungen am Teleskop durchgeführt. Zuletzt wurde der verbliebene Treibstoff verbraucht und Herschel danach endgültig abgeschaltet. Ein Kurs zum Mond mit einem anschließenden kontrollierten Absturz wäre auch möglich gewesen, wurde aber als zu aufwendig verworfen. Am 17. Juni 2013 wurde die Mission endgültig beendet.

## Technische Daten
|                         | Herschel-Weltraumteleskop                        | Infrared Space Observatory (ISO) (Erster Infrarotsatellit der ESA) |
| Startmasse              | 3402 kg                                          | 2498 kg                                                            |
| Leermasse ca.           | 2800 kg                                          | ?                                                                  |
| Kryostat                | 2367 l suprafluides Helium-4, Temp. 1,6 K        | 2250 l suprafluides Helium-4, Temp. 1,8 K                          |
| Aktive Kühlung          | von bestimmten Detektoren mit Helium-3 auf 0,3 K | nicht vorhanden                                                    |
| Höhe                    | 7,5 m                                            | 5,3 m                                                              |
| Durchmesser oder Breite | 4,0 m                                            | 2,3 m                                                              |
| Spiegeldurchmesser      | 3,5 m                                            | 0,6 m                                                              |
| Teleskopmasse           | 300 kg                                           | ?                                                                  |
| Einsatzdauer            | 3 Jahre und 10 Monate                            | ca. 2 Jahre und 7 Monate                                           |
| Bahn                    | Halobahn, 0,8 Mio. km um L2 Erde-Sonne           | Erdumlaufbahn 1.038–70.578 km hoch                                 |
| Trägerrakete            | Ariane-5-ECA                                     | Ariane 44P                                                         |
| Startdatum              | 14. Mai 2009                                     | 19. November 1995                                                  |
| Missionsende            | (29. April 2013 Beobachtungen) 17. Juni 2013     | 16. Mai 1998                                                       |
| Gesamtkosten            | 1,1 Mrd. Euro (geplant)                          | ?                                                                  |